# Comando operativo "Sud"
Il Comando operativo "Sud" (in ucraino Оперативне командування «Південь»?, Operatyvne komanduvannja «Pivden'», unità militare A2393) è un distretto militare delle Forze terrestri ucraine con sede a Odessa, responsabile delle regioni dell'Ucraina meridionale. Il suo territorio di competenza comprende gli oblast' di Vinnycja, Kirovohrad, Mykolaïv, Odessa e Cherson.

## Storia
In seguito all'indipendenza dell'Ucraina dall'Unione Sovietica vennero ereditati i tre distretti militari sovietici situati sul territorio ucraino: il Distretto militare dei Carpazi, il Distretto militare di Kiev e il Distretto militare di Odessa. Quest'ultimo venne sciolto nel 1998, e al suo posto fu creato il Comando operativo meridionale (in ucraino Південне оперативне командування?, Pivdenne operatyvne komanduvannja, unità militare A1314), comprendente anche le regioni di Dnipropetrovs'k, Zaporižžja, Donec'k e Luhans'k (attualmente subordinate al Comando operativo "Est"), la Repubblica autonoma di Crimea e la città di Sebastopoli (occupate dalla Russia nel 2014).

Area di competenza del Comando operativo "Sud"

Nel 2013 si è costituito l'attuale Comando operativo "Sud", ereditando le unità militari del 6º Corpo d'armata con base a Dnipropetrovs'k. Il 1 aprile 2015, in seguito alla riorganizzazione delle Forze armate ucraine conseguente allo scoppio della guerra del Donbass, la sede venne spostata a Odessa e le regioni dell'Ucraina orientale passarono sotto la giurisdizione del neonato Comando operativo "Est". Inoltre i corpi d'armata ucraini vennero sciolti e le loro competenze trasferite interamente ai comandi regionali.

## Struttura
- 5ª Brigata meccanizzata pesante (Kryvyj Rih, unità militare A4594)
- 21ª Brigata meccanizzata (Podil's'k, unità militare A4689)
- 22ª Brigata meccanizzata "Mykolaïv" (Černivci, unità militare A4718)
- 28ª Brigata meccanizzata "Cavalieri della Campagna Invernale" (Čornomors'ke, unità militare А0666)
- 40ª Brigata artiglieria "Granduca Vitoldo" (Pervomajs'k, unità militare A2227)
- 41ª Brigata meccanizzata (Kropyvnyc'kyj, unità militare A4576)
- 56ª Brigata motorizzata "Mariupol" (Mariupol', unità militare А0989)
- 57ª Brigata motorizzata "Atamano Kost Hordijenko" (Nova Kachovka, unità militare А1736)
- 60ª Brigata meccanizzata "Inhulec" (unità militare A1962)
- 60ª Brigata artiglieria (Pervomajs'k)
- 61ª Brigata meccanizzata "Stepova" (Čornomors'ke, unità militare A3425)
- 144ª Brigata meccanizzata (unità militare A4828)
- 154ª Brigata meccanizzata (unità militare A4962)
- 159ª Brigata meccanizzata (Pervomajs'k, unità militare A5000)
- 7º Reggimento comunicazioni (Odessa, unità militare А3783)
- 16º Reggimento genio (Semenivka, unità militare А2558)
- 31º Reggimento manutenzione (Podil's'k, unità militare А1536)
- 38º Reggimento missilistico contraereo "Maggior generale Jurij Tjutjunnyk" (Čornomors'ke, unità militare A3880)
- 145º Reggimento manutenzione (Mykolaïv, unità militare А1080)
- 58º Battaglione radiotecnico (Odessa, unità militare A0416)
- 94º Battaglione anticarro (unità militare A5013)
- 131º Battaglione ricognizione "Colonnello Jevhen Konovalec" (Huščynci, unità militare А1445)
- 143º Battaglione ricognizione (Mykolaïv)
- 183º Battaglione logistico (Balta, unità militare A1559)
- 225º Battaglione trasporti (Balta, unità militare А3269)
- 306º Battaglione guerra elettronica (Odessa, unità militare A0528)
- 363º Battaglione sicurezza e servizio (Odessa, unità militare A1785)
- 91º Centro comando e intelligence (Krasnosilka, unità militare A2152)
- Centro regionale di intelligence radioelettronica "Sud" (Krasnosilka, unità militare A3438)
  - 82º Centro REI di manovra (Krasnosilka, unità militare A2444)
  - 78º Centro REI autonomo (Balta, unità militare A2395)
  - 79º Centro REI autonomo (Reni, unità militare A2412)

Inoltre il Comando operativo "Nord" comprende anche nella propria giurisdizione le unità delle Forze di difesa territoriale delle regioni di sua competenza.
- 120ª Brigata di difesa territoriale (Oblast' di Vinnycja, unità militare А7048)
- 121ª Brigata di difesa territoriale (Oblast' di Kirovohrad, unità militare А7049)
- 122ª Brigata di difesa territoriale (Oblast' di Odessa, unità militare А7051)
- 123ª Brigata di difesa territoriale (Oblast' di Mykolaïv, unità militare А7052)
- 124ª Brigata di difesa territoriale (Oblast' di Cherson, unità militare А7053)
- 126ª Brigata di difesa territoriale (Odessa, unità militare А7382)

## Comandanti
- Colonnello generale Oleksandr Zatynajko (1998 - 2001)
- Colonnello generale Volodymyr Možarovs'kyj (2001 - 2003)
- Colonnello generale Hryhorij Pedčenko (2003 - 2005)
- Colonnello generale Ivan Svyda (2005 - 2007)
- Tenente generale Petro Lytvyn (2007 - 2012)
- Maggior generale Ihor Fedorov (2012) ad interim
- Tenente generale Anatolij Syrotenko (2012 - 2016)
- Tenente generale Andrij Hryščenko (2016 - 2017)
- Maggior generale Oleh Vyšnivs'kyj (2017 - 2019)
- Maggior generale Ihor Palahnjuk (2019 - 2021)
- Maggior generale Andrij Kovalčuk (2021 - 2024)
- Brigadier generale Hennadij Šapovalov (2024 - 2025)
- Maggior generale Mychajlo Sydorenko (2025 - in carica)